# Tre Valli Varesine 1958
La Tre Valli Varesine 1958, trentottesima edizione della corsa, si svolse il 10 agosto 1958 su un percorso di 244 km. La vittoria fu appannaggio dell'italiano Carlo Nicolo, che completò il percorso in 6h48'30", precedendo i connazionali Aldo Moser e Giorgio Tinazzi.
Sul traguardo di Varese 39 ciclisti portarono a termine la competizione. 

## Ordine d'arrivo (Top 10)
| Pos. | Corridore           | Squadra              | Tempo    |
| ---- | ------------------- | -------------------- | -------- |
| 1    | Carlo Nicolo        | Molteni              | 6h48'30" |
| 2    | Aldo Moser          | Calì Broni           | s.t.     |
| 3    | Giorgio Tinazzi     | San Pellegrino Sport | a 1'40"  |
| 4    | Nino Defilippis     | Carpano              | a 1'43"  |
| 5    | Alfredo Sabbadin    | Asborno-Fréjus       | s.t.     |
| 6    | Adriano Zamboni     | Torpado              | s.t.     |
| 7    | Fausto Coppi        | Bianchi              | s.t.     |
| 8    | Silvestro La Cioppa | San Pellegrino Sport | s.t.     |
| 9    | Walter Almaviva     | Calì Broni           | s.t.     |
| 10   | Vito Favero         | Atala-Pirelli        | a 1'55"  |